# Sfeclă roșie
Sfecla roșie este o plantă cultivată pentru rădăcina sa cărnoasă folosită pe post de legumă în alimentația omenească și ca plantă furajeră. Ea este bienală, deoarece în primul an se dezvoltă din semințe și crește, slobozind frunze, iar în al doilea an formează semințe. Ele se seamănă la o adîncime de 2-5 cm și la o distanță dintre rînduri de 20-25 cm.
Rădăcina are forme diverse:rotundă și turtită, sverică și ovală-lunguiață; culoarea-de la roșu aprins pînă la bordo, poate avea și dungi albe sub formă de inele. Perioada de vegetație este de 110-120 de zile, frunzele se înlătură peste 50-60 de zile.
Sfecla roșie se seamănă la sfîrșitul lui martie-începutul lui aprilie, semințele mai bine umede și încolțite, într-un sol bine umezit. Cînd ies la suprafață, puieții se răresc și se lasă doar cei bine dezvoltați. Prima dată ei se răresc cînd au 1-2 cm. Apoi încă de 2-3 ori astfel încît distanța dintre plantele vecine să fie nu mai mică de 15 cm.
Din sfecla roșie se prepară diferite bucate, precum și diverse medicamente din medicina netradițională. Ea conține vitamina B2 și substanțe care măresc hemoglobina în sânge.

## Legături externe
- en Cultural Information on Beets for the Home Garden Arhivat în 10 decembrie 2015, la Wayback Machine.
- en PROTAbase on Beta vulgaris
- en Stephen Nottingham (2004). Beetroot. Arhivat din original (e-book) la 9 februarie 2012. Accesat în 24 septembrie 2016.
- Salata de sfecla rosie cu hrean - reteta